# Abbey Brooks
Abbey Brooks (Chicago, 17 de fevereiro de 1983) é uma atriz pornográfica americana. Começou sua carreira na indústria de filmes adultos em 2006, aos 23 anos de idade.

## Carreira
Abbey Brooks começou sua carreira na indústria de filmes adultos com uma sessão de fotos como modelo nu. Em 2006, ela foi vista pela primeira vez como atriz pornô junto com Gina Lynn em Fresh Breed 3. Ela já trabalhou para grandes estúdios de produção, como Hustler, Jules Jordan Video, Pure Play Media e Wicked Pictures.
Em 2007, foi nomeada a "DanniGirl do mês" de agosto pelo site Danni.com. No ano seguinte, integrou o elenco de Pirates II: Stagnetti's Revenge, filme de alto orçamento da Digital Playground. Ela foi destaque também em outro filme, Curvaceous, da Vivid, onde aparece na capa do DVD. Também trabalha para produtoras de internet, como Bang Bros, Reality Kings e Brazzers. Ainda é regularmente ativa como modelo erótica, onde aparece em inúmeras exposições do tipo.
Em 2009, foi indicada pela primeira vez para o prêmio AVN, pelo trabalho em Pirates II. Fora da indústria pornográfica, Brooks participou entre 2007 e 2009 de três episódios da série de televisão em formato de esquete cômica Tim and Eric Awesome Show, Great Job!, do canal Adult Swim.

## Prêmios e indicações
- 2007: DanniGirl do Mês: Agosto
- 2009: AVN Award - Best Group Sex Scene - Pirates II: Stagnetti's Revenge — indicada[6]
- XBiz Awards 2014 Nominee: Best Scene – All-Girl for Hot and Mean 9 (2013)[8]

## Filmografia selecionada
- 2007: Curvaceous
- 2007: Girlvana 3

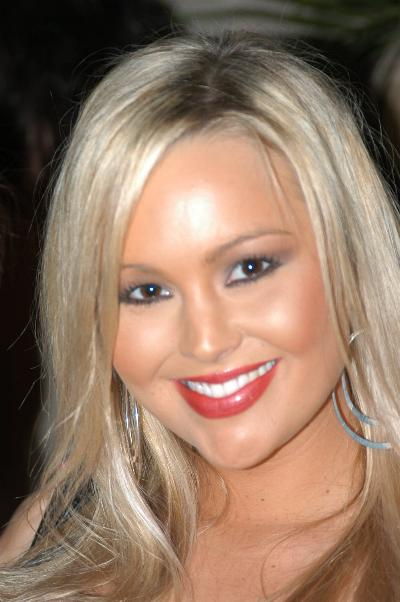
Abbey Brooks em jan. 2007

- 2007-2009: Tim and Eric Awesome Show, Great Job!
- 2008: Curvy Girls 2
- 2008: Love for the First Time
- 2008: Pirates II: Stagnetti's Revenge
- 2009: Big Breast Nurses 1
- 2009: Wrapped Up and Punished
- 2009: Asses of Face Destruction 6
- 2009: Cherry
- 2009: Big Wet Tits 6
- 2009: Big Tits at School 6
- 2011: Cum out on Top 3: Audrey Bitoni vs Abbey Brooks
- 2012: Mommy Got Boobs 13